# Robert E. Park
Robert Ezra Park (Harveyville, 14 febbraio 1864 – Nashville, 7 febbraio 1944) è stato un sociologo statunitense.
Fu tra i fondatori e i principali esponenti della Scuola di Chicago di sociologia o scuola dell'ecologia sociale urbana.

## Biografia
Dopo aver svolto attività di giornalista, dal 1887 al 1898, a Minneapolis, Chicago e Detroit, studiò con Josiah Royce e William James all'Università Harvard e con Georg Simmel e Wilhelm Windelband all'Università di Heidelberg.
Iniziò la carriera universitaria nel 1904.
Fu professore di sociologia all'Università Harvard (dal 1913 al 1933) e di Chicago, infine alla Fisk University (fino al 1943).

## Ricerche
Con Ernest W. Burgess e Roderick D. McKenzie fu tra i fondatori della Scuola di Chicago di sociologia o scuola dell'ecologia sociale urbana: studiando la diversa incidenza di fenomeni come la criminalità, il divorzio, il suicidio nelle aree urbane ed in quelle rurali, dimostrò che i rapporti sociali e culturali sono strettamente condizionati dall'ambiente di appartenenza.
A lui si devono importanti studi sulle personalità marginali, cioè su soggetti non inseriti in un ambiente sociale e perciò caratterizzati dall'insicurezza e dal disorientamento, e sui giornali per immigrati e sul loro significato e funzionamento come mass media.
Molto importante è stata anche la sua definizione di "uomo marginale" inteso come colui che vive sul confine di due culture che non riescono ad integrarsi e la definizione di "uomo asociale" colui che viene escluso dal processo di produzione e comprende il malato di mente, l'alcolista.ecc.

## Opere
- Introduzione alla scienza della sociologia, 1921 (con Ernest W. Burgess), uno dei primi manuali di sociologia adottati nelle università americane.
- La stampa per immigrati ed il suo controllo, 1922
- La città, 1925 (con Ernest W. Burgess e Roderick D. McKenzie)
- Le comunità umane, 1952 (postumo)

I suoi numerosi articoli sono stati pubblicati nei volumi Race and Culture (1950), Human Communities (1952) e Society (1965).